# Jahresversammlung (Quäkertum)
Eine Jahresversammlung ist im Quäkertum eine Organisationseinheit der Administrative. Sie vereint in der Regel mehrere so genannte Vierteljahresversammlungen unter sich; oder verschiedene Monatsversammlungen. In Deutschland werden die Vierteljahresversammlungen abweichend von den üblichen Gepflogenheiten "Bezirksversammlungen" genannt. Weil das Quäkertum traditionell englischsprachig geprägt ist, wird unabhängig von der jeweiligen Landessprache auch vom "Yearly Meeting" gesprochen.

## Geschichte

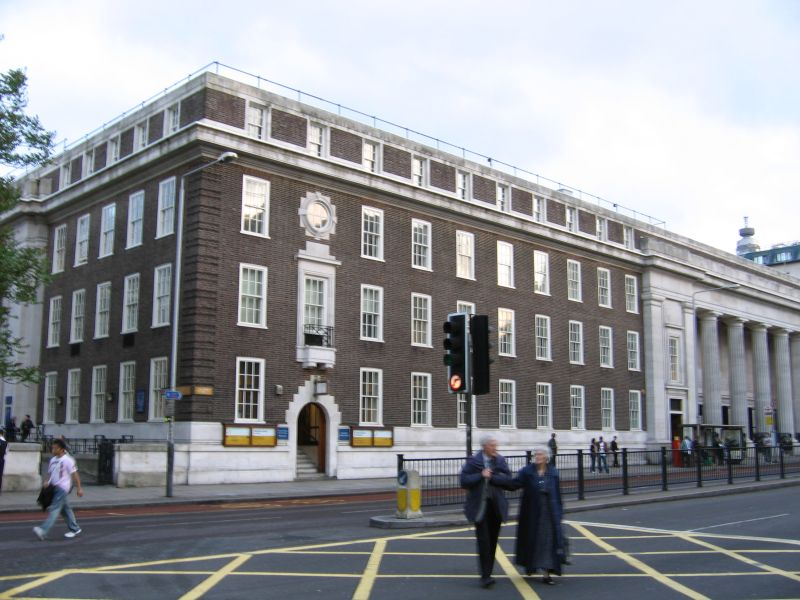
Büro des Britain Yearly Meeting in London

Die älteste Jahresversammlung ist das „London Yearly Meeting“, heute „Britain Yearly Meeting“ genannt. Es wurde gegründet 1668. Maßgeblicher Initiator der Gründung war der Quäker George Fox, der 1666 begann durch das Land zu reisen und unter den Quäkern dafür zu werben, die Monatsversammlungen zu gründen, um die junge Bewegung auf eine stabile Basis zu stellen. 
Eine erste landesweite „allgemeine Jahresversammlung“ gab es zwar schon 1658 in Bedfordshire. Aber diese hatte noch keinen administrativen Charakter. Diese Versammlung fand im Haus  von John Croots statt, mit Beteiligung von George Fox.
1673 wurde dem damaligen „London Yearly Meeting“ die Aufgabe übertragen, alle gegenseitigen Hilfeleistungen unter den Monatsversammlungen (und Vierteljahresversammlungen) zu koordinieren. Zuvor wurde diese Arbeit von Margaret Fell aus Swarthmoor Hall aus organisiert. Für diese zentrale Aufgabe wurde das "Morning Meeting" bzw. Meeting for Sufferings geschaffen. Bis heute ist das Britain Yearly Meeting die wichtigste Jahresversammlung in Europa. Auch die deutsche Quäkergeschichte ist eng mit dem Britain Yearly Meeting verknüpft.

## Aufgaben
In den Anfängen stand im Vordergrund, der Verfolgung der Quäker entgegenzutreten und Hilfsleistungen zu koordinieren. Darüber hinaus wurden Missionsreisen nach Kontinentaleuropa organisiert und koordiniert. Es wurden Flugblätter und Bücher gedruckt und deren Verteilung organisiert. Es wurde versucht auf diplomatischem Weg auf die Politik der Herrschenden Einfluss zu nehmen, um die eigene Situation zu verbessern. Außerdem diente die Jahresversammlung der Identitätsstiftung und der Disziplinierung nach innen. Wichtigstes Instrument dafür war die Ausarbeitung einer "Zucht des Zusammenlebens" (heute "Ordnung des Zusammenlebens" und englisch "Book of Discipline").
Auch heute noch definiert sich eine Quäkergemeinschaft in erster Linie über das "Book of Discipline" und die Erstellung und Überarbeitung obliegt immer noch der jeweiligen Jahresversammlung. Gerade in kleineren Jahresversammlungen ist heute die persönliche Begegnung wichtiger Bestandteil. Hier gibt es große Bemühungen alle Altersgruppen mit einzubeziehen. Die administrative Arbeit macht nur noch einen Teil der Gesamtheit aus. Auf den Jahresversammlungen treffen sich nun nicht mehr nur Delegierte, sondern auch viele Interessierte einfache Mitglieder und auch interessierte Nichtmitglieder. 
Der Begriff „Jahresversammlung“ ist manchmal nicht ganz eindeutig und deshalb missverständlich. Je nach Kontext, bedeutet der Begriff die Organisationseinheit, oder das jährliche Treffen der Mitglieder der Jahresversammlung.

## Struktur

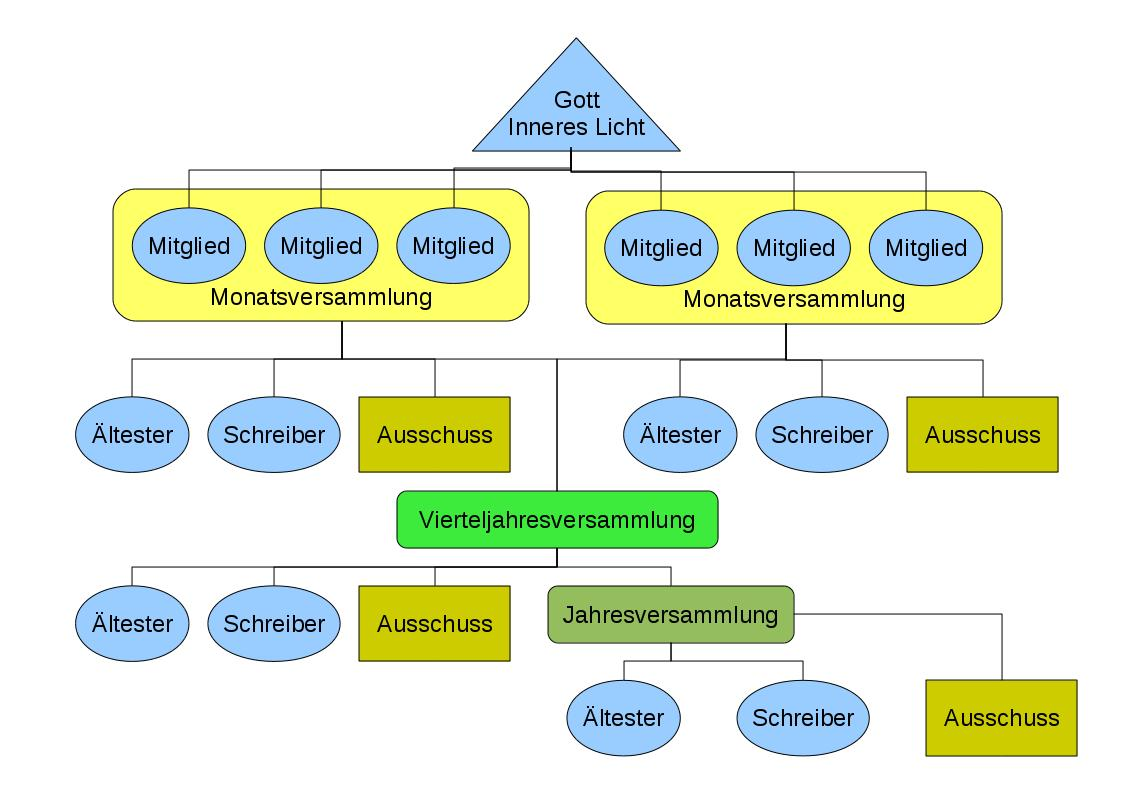
Schematische Darstellung der Beziehung von Jahres-, Vierteljahres und Monatsversammlung.

Vom ursprünglichen Ansatz her sind die Monatsversammlungen völlig autonom (kongregationalistisch) organisiert. Sie besetzen ihre Ämter selbst und schicken Delegierte zu den Vierteljahresversammlung, um sich dort mit anderen Monatsversammlungen über gemeinsame Themen zu beraten. Diese Vierteljahresversammlungen beraten sich ihrerseits in der Jahresversammlung. Jede Ebene hat ihrer eigenen Dienste und Ausschüsse. Alle Zusammenschlüsse haben in erster Linie beratenden und empfehlenden Charakter. In der ursprünglichen Idee und Verständnis leitet  Gott die Gemeinde ohne Mittlung von Priestern oder Pastoren. Deshalb ist im Diagramm rechts, Gott oben angeordnet, die Gemeinden darunter, gefolgt von den Viertel- und Jahresversammlungen.

## Liste der Yearly Meetings / Jahresversammlungen

### Afrika
- Kenia
  - Bware Yearly Meeting, ansässig in Suna, Kenia
  - Central Yearly Meeting, ansässig in Kakamega
  - Chavakali Yearly Meeting
  - East Africa Yearly Meeting (Kaimosi), ansässig in Tiriki
  - East Africa Yearly Meeting (North), ansässig in Kitale
  - Elgon East Yearly Meeting, based in Kitale
  - Elgon Religious Society of Friends (West), ansässig in Lugulu Via Webuye
  - Kakamega Yearly Meeting
  - Lugari Yearly Meeting, ansässig in Turbo
  - Malava Yearly Meeting
  - Nairobi Yearly Meeting
  - Tuoli Yearly Meeting, ansässig in Kapsabet
  - Vihiga Yearly Meeting
  - Vokoli Yearly Meeting, ansässig in Wodonga
- Außerhalb Kenias
  - Burundi Yearly Meeting
  - Central and Southern Africa Yearly Meeting
  - Congo Yearly Meeting
  - East Africa Yearly Meeting
  - Tanzania Yearly Meeting
  - Uganda Yearly Meeting

### Amerika
- Bolivien
  - Iglesia Evangélica Amigos Central (Central Evangelical Friends Church)
  - Iglesia Evangélica Unión Boliviana "Amigos" (Bolivian Union Evangelical Friends Church)
  - Iglesia Nacional Evangélica Los Amigos de Bolivia (National Evangelical Friends Church of Bolivia)
  - Iglesia Evangélica Misión Boliviana de Santidad Amigos (Bolivian Evangelical Mission Church of Holiness Friends)
- Kanada
  - Canadian Yearly Meeting
- Kuba
  - Cuba Yearly Meeting
- Guatemala
  - Iglesia Evangélica Embajadores Amigos (Evangelical Ambassadors Friends Church)
  - Iglesia Evangélica Nacional Amigos de Guatemala (National Evangelical Friends Church of Guatemala)
  - Junta Anual Amigos de Santidad (Friends of Holiness Yearly Meeting)
- El Salvador
  - Iglesias Evangélicas de los Amigos en El Salvador (Evangelical Friends Churches in El Salvador)
- Honduras
  - Junta Annual Amigos de Santidad (Friends of Holiness Yearly Meeting)
- Jamaika
  - Jamaica Yearly Meeting
- Mexiko
  - Asociación Religiosa de las Iglesias Evangélicas de los Amigos (Religious Association of the Evangelical Churches of Friends)
  - Reunion General de los Amigos en México (General Meeting of Friends in Mexico)
- Peru
  - Iglesia Nacional Evangélica Los Amigos del Perú (National Evangelical Friends Church of Peru)
- Vereinigte Staaten
  - Conservative
    - Iowa Yearly Meeting (Conservative)
    - North Carolina Yearly Meeting (Conservative)
    - Ohio Yearly Meeting

  - Evangelical Friends International
    - Alaska Yearly Meeting
    - Evangelical Friends Church—Eastern Region
    - Evangelical Friends Church—Mid-America
    - Evangelical Friends Church—Southwest
    - Northwest Yearly Meeting
    - Rocky Mountain Yearly Meeting

  - Friends General Conference
    - Alaska Friends Conference
    - Illinois Yearly Meeting
    - Intermountain Yearly Meeting
    - Lake Erie Yearly Meeting
    - Ohio Valley Yearly Meeting
    - Philadelphia Yearly Meeting
    - Piedmont Friends Fellowship(PFF is keine Jahresversammlung, aber ein Zusammenschluss von monthly meetings)
    - South Central Yearly Meeting
    - Southern Appalachian Yearly Meeting Association

  - Friends General Conference and Friends United Meeting
    - Baltimore Yearly Meeting
    - New England Yearly Meeting
    - New York Yearly Meeting
    - Northern Yearly Meeting
    - Southeastern Yearly Meeting

  - Friends United Meeting
    - Great Plains Yearly Meeting
    - Indiana Yearly Meeting
    - Iowa Yearly Meeting (FUM)
    - North Carolina Yearly Meeting (FUM)
    - Western Association
    - Western Yearly Meeting
    - Wilmington Yearly Meeting

  - Independent
    - Central Yearly Meeting of Friends
    - Missouri Valley Friends Conference
    - North Pacific Yearly Meeting
    - Pacific Yearly Meeting

### Asien
- Indien
  - General Conference of Friends in India
  - Bundelkhand Yearly Meeting (Bundelkhand Masihi Mitr Samaj)
  - Mid-India Yearly Meeting
  - Bhopal Yearly Meeting
- Außerhalb Indiens
  - Cambodia Yearly Meeting
  - Indonesia Yearly Meeting
  - Japan Yearly Meeting
  - Middle East Yearly Meeting
  - (Nepal) Evangelical Friends Church
  - Philippine Evangelical Friends Church
  - Taiwan Yearly Meeting

### Australien und Ozeanien
- Australia Yearly Meeting (Australische Jahresversammlung)
- Te Hāhi Tūhauwiri / Aotearoa/New Zealand Yearly Meeting (Neuseeländische Jahresversammlung)

### Europa
- Britain Yearly Meeting
- Denmark Yearly Meeting
- (Hungary) Evangelical Friends Church
- Finland Yearly Meeting
- France Yearly Meeting
- Deutsche Jahresversammlung
- Ireland Yearly Meeting
- Netherlands Yearly Meeting
- Norway Yearly Meeting
- Sweden Yearly Meeting
- Switzerland Yearly Meeting

## Glossar
Für die im Artikel verwendeten Fachbegriffe siehe auch Artikel Glossar Quäkertum.